# Ráby
Ráby är en ort i Tjeckien. Den ligger i regionen Pardubice, i den centrala delen av landet, 100 km öster om huvudstaden Prag. Ráby ligger 221 meter över havet och antalet invånare är 560.
Terrängen runt Ráby är platt.Runt Ráby är det ganska tätbefolkat, med 172 invånare per kvadratkilometer. Närmaste större samhälle är Hradec Králové, 15,3 km norr om Ráby. Trakten runt Ráby består till största delen av jordbruksmark.